# Centrální údolí (Kalifornie)

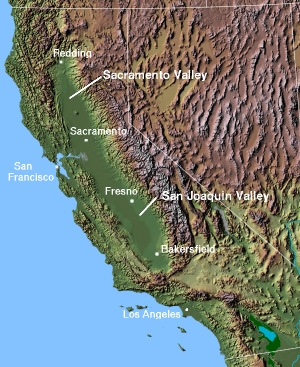
Topografická mapa Centrálního údolí

Centrální údolí, též Velké kalifornské údolí, je rozsáhlé, ploché údolí, které se rozkládá v centrální části státu Kalifornie, ve Spojených státech amerických. Je 60 až 100 km široké a 720 km dlouhé. Táhne se podél pobřeží Tichého oceánu, od kterého je odděleno Kalifornským pobřežním pásmem (které protíná jedině Sanfranciský záliv, který do údolí zčásti zasahuje). Na východě údolí pozvolna přechází ve svahy pohoří Sierra Nevada. Centrální údolí se rozkládá na ploše přibližně 58 000 km², což činí 13,7 % rozlohy Kalifornie.

## Členění
Centrální údolí se skládá ze dvou částí tvořených povodími dvou hlavních řek: z údolí Sacramento Valley na severu, kterým protéká řeka Sacramento, a z údolí San Joaquin Valley na jihu, kterým protéká řeka San Joaquin. Obě řeky končí v deltě, která ústí do Sanfranciského zálivu. Sacramentské údolí má suché středomořské podnebí, zatímco Sanjoaquinské údolí má podnebí pouštní až polopouštní. Centrální údolí však přesto patří mezi nejproduktivnější zemědělské oblasti světa díky závlahovému zemědělství.

## Obyvatelstvo
Jedná se o hustě osídlenou oblast, největším městem je Sacramento, které je zároveň i hlavním městem Kalifornie. Mezi další velká města patří Bakersfield, Fresno a Redding. Protože se jedná o zemědělskou oblast, je zde vyšší hustota Hispánců než jinde. Po angličtině a španělštině je zde nejčastějším mluveným jazykem hmongština (kterou mluví Hmongové).

## Zemědělství
Centrální údolí je nejproduktivnější zemědělskou oblastí v USA, je zde pěstováno více než 230 různých plodin. Na 1 % půdy se tu vypěstuje 8 % zemědělské produkce v USA podle tržní hodnoty, a to především díky vyspělému systému zavlažování, který využívá vodu z řek, studní a mnoha přehradních nádrží. Tyto přehrady napouštějí vodu v zimě, kdy je jí dostatek, a v letních měsících ji pomalu vypouští.
Centrální údolí je hlavní oblast pěstování mnoha zemědělských produktů v USA, včetně rajčat, mandlí, hroznů, bavlny, meruněk a chřestu. 6000 farmářů tu vypěstuje 70 % celkové světové produkce mandlí (v rámci USA prakticky 100 %).